# وفاداری

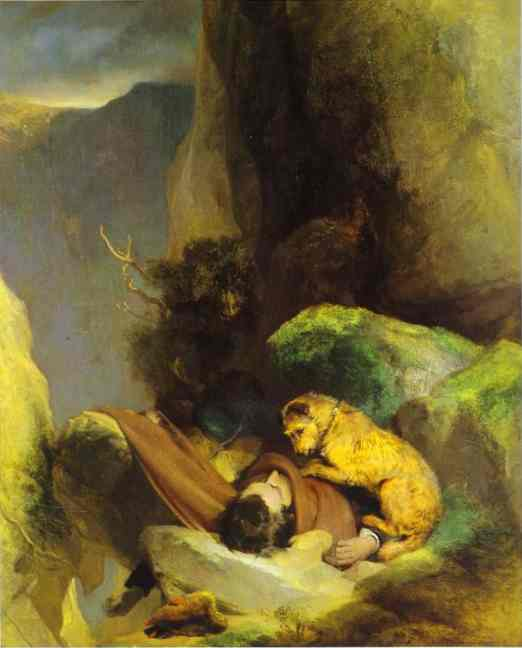
وفاداری سگ به مالک فوت شده اش

وفاداری خود گذری و سر سپردن به فرد، کشور و گروه و باوری می‌باشد. وفاداری ویژگی غریزی‌ای است که در همهٔ جانوران وجود دارد لیکن در شماری از جانداران مانند انسان و سگ بیشتر نمایان شده. برخی از انسان‌ها بسیار وفادار به عقیده، کشور و فرقه بوده بعضی آنها در این راه حاضرند جان خود را دهند. فرهنگ، دین و مذهب، تعلیم و تربیت می‌تواند در مقدار وفاداری انسانها اثری داشته باشد.
در بسیاری از ادیان، جهان‌بینی‌ها و اسطوره‌ها از وفاداری به عنوان یک ویژگی ستایش شده یاد می‌شود.

## وفادار
وفادار: فردی که نسبت به کشور و ارزش‌های جامعه پایبند بوده و تلاش خود را برای پابرجایی آنها دریغ نکند.

## وفاداری در کنفوسیوس‌گرایی
کنفوسیوس بیش از هر چیز در اخلاق، به لی (کنفوسیانیسم) (Li) یعنی آیین و قواعد رفتار انسان توجه کرد. بی‌نظمی اجتماعی روزگار خود یا وضع و حال رو به زوال نظام فئودالی راه بی‌نظمی اخلاقی می‌دانست و آن را نتیجه ناتوان شدن و سقوط سنت‌ها و باورهای کهن می‌شمرد. به عقیده او شاه باید کشور را خوب اداره کند و مردم باید وفادار باشند که به این ترتیب کشور در محیطی آرام اداره می‌شود؛ یعنی هر نفر باید طبق نقش خود کار خود را انجام دهد. کار شاه خوب اداره کردن، و کار مردم وفاداری (忠) به شاه است. پادشاهان این اندیشه را به نفع حکومت خود می‌دانستند و از این رو، اندیشه کنفوسیانیسم را در جایگاه بسیار برتری قرار داده‌اند.

## در ژاپن
روح بوشیدو، به عنوان «قلب ژاپنی» شناخته می‌شود و حتی امروزه نیز اغلب از آن به عنوان پایه وفاداری به شرکت‌ها و سازمان‌های ژاپنی استفاده می‌شود. با این وجود سابقه وجود وفاداری در بین سامورایی‌ها نظریه بی‌ربطی است. در واقع سامورایی‌هایی که در داستان هیکه (در مورد نبرد میان دو خاندان تایرا و خاندان میناموتو برای چیرگی بر ژاپن در پایانه‌های سدهٔ دوازده میلادی در خلال جنگ گِنپِی (۱۱۸۰–۱۱۸۵)) ظاهر می‌شوند همیشه به ارباب خود خیانت می‌کنند. در واقع وفاداری در دوره جنگ‌های داخلی ژاپن یا دوره سنگوکو متخاصم بود که مورد تأکید قرار گرفت. گفته می‌شود اربابان که از گه کوکوجو (به معنای سرنگونی یا فراتر رفتن از مافوق) که در این دوره رواج پیدا کرده بود می‌ترسیدند، زیردستان خود را مجبور به پذیرفتن وفاداری می‌کردند. سپس، در دوره میجی، برای نوسازی کشور این طرز فکر گسترش داده شد که «برای مردم یک فضیلت است که با وفاداری برای کشور کار کنند»، نیتوبه اینازو این تفکر را به صورت بوشیدو تعمیم داد. به عبارت دیگر، بوشیدو یک روح سنتی یا ارزش  سنتی ژاپنی‌ها نیست، بلکه صرفاً چیزی است که ایجاد شده و برای توجیه وفاداری به کشور و مشاغل مورد استفاده قرار گرفته‌است.